# 十二生肖傳奇
《十二生肖传奇》是一部2011年首播的中国大陆神话题材古装玄幻剧，由电视剧浙版《西游记》的原班人马打造，上海电影（集团）公司和浙江永乐影视制作有限公司联合出品，程力栋执导，并由郭品超、李曼、陈浩民、王力可、郑伟等人领衔主演。全剧以中国传说时代为背景，讲述了身为虎、兔生肖化身的男女主人公寻找其他十二生肖同伴，以协助黄帝合力对抗蚩尤，拯救华夏百姓的故事。
本剧于2010年1月22日在浙江衢江正式开机，期间先后辗转云南元谋、西双版纳、新疆鄯善等地取景拍摄，至3月底全剧杀青关机。2011年1月11日，本剧在江苏电视台综艺频道全国首播，2013年1月23日在贵州卫视黄金档上星播出。台湾于2014年9月30日在龙华电视戏剧台播出。

## 简介
父母在黄帝、蚩尤大战中被杀死的孤儿被一母虎收养，他从小在森林中长大，兽性十足，后偶遇少女燕儿，二人相恋，燕儿给其名星虎。后来，星虎被族长嫉恨乃至遭到陷害，母虎和燕儿都相继惨死，星虎狂性大发，幸得仙人神农氏的解救，后经神农开导和玉兔化身的雪怜肩负起寻找十二生肖，拯救天下万民的重任。
星虎和雪怜来到凤凰城，在那里他们结识了自命不凡的米俊非和调皮的小鱼儿，四人之间发生了一连串的纠葛。最终在凤凰城面临水源中毒的灾难下，他们携手努力，打败了蜥蜴精，拯救了全城百姓。神农也及时现身，告诉他们四人正是寻找十二生肖的有缘人，四人也从此踏上了前途漫漫、凶险异常的前路，妖魔魑魅更是对他们虎视眈眈。
历经千辛万苦、重重磨难后，四人终于找到了羊、牛、猴、蛇、狗、鸡、马、猪八位生肖。但神秘女子灵姬的出现，也让四人之间发生误会，间接导致雪怜丧命。后在西王母的帮助下雪怜重生，而他们四人也正是虎、兔、鼠、龙生肖的化身，十二生肖终于齐聚。此时，蚩尤得魑魅相助，引天魔心的力量召唤无数亡灵魔兵，黄帝的华夏族面临着灭顶之灾！十二生肖及时出现，力助黄帝大败蚩尤，还人世太平……

## 演員表
| 演员              | 角色      | 生肖         | 覺醒順序 | 简介 | 异能                                                 | 武器         |
| 郭品超            | 星虎      | 虎           | 9        | 嫉恶如仇、勇猛。富有冒险心，但过于自负，有时候冲动好胜，也容易上当受骗。父母死于黄帝蚩尤大战，从小被母虎收养，在林中长大，兽性十足，暴怒時會有虎吼之聲，后遭族长嫉妒陷害，虎母和恋人燕儿相继惨死。受神农点化，方才寻回心智，接下寻找十二生肖、拯救世人的重任。与天真浪漫的雪怜相恋，又与神秘的灵姬有着情感纠葛。是“十二生肖”的精神領袖                                                                                     | 火的力量、勇武                                       | 長槍         |
| 陈浩民            | 米俊非    | 鼠           | 11       | 於鳳凰城，智商高、个性敏锐、幽默，但喜欢摆弄聪明，为人多情，自诩风流。依赖天赋自学成才的流浪药师，表面花心多情但实则痴情专一。爱慕雪怜却屡遭拒绝，曾經為了尋找生肖假裝嫁給青璃，成為琉璃國的國婿，后来被魑魅诱惑而入魔，终回复心神，成为鼠生肖。多次以计策化解了危机，是生肖中的军师，也是全剧主要人物之一。名言:我叫米俊非，俊是英俊的俊，非是非常英俊的非。                                                              | 读心术                                               | 雙鉤         |
| 李曼              | 雪怜      | 兔           | 10       | 容貌清丽，温柔善良的女子，天真浪漫却藏着一颗怯懦易受伤的心。身为神农之徒，医术高超，为玉兔化身，受命寻找十二生肖才来到凡间，对世事一无所知，纯净的像张白纸。爱上星虎，却难逃宿命纠缠，屡经磨难，情路坎坷，追求星虎不果反而挨星虎一頓揍，純真的癡情破滅了選擇跳崖，為了忘記星虎和米俊非這兩個人而嫁給漁民海生，後來為了喚回魔化的米俊非以米俊非賜與的魔刀自盡，后得重生成为兔生肖。名言:我到底該不該跟小虎哥哥說我喜歡他... | 隐身术                                               | 搗藥棒       |
| 杨幂              | 青璃      | 蛇           | 4        | 冷峻、神秘、睿智的琉璃王国女国主，有着预知未来的神秘能力，但只得片段，一直困惑于未来的结局而不得其所。冰霜的外表下藏着一颗对国人火热的爱心。 | 预知未来，绘出未来图画。                             | 青蛇劍       |
| 陈司翰            | 元野      | 马           | 7        | 个性热情，坚定、执着。行事认真积极，自由奔放，但有时缺乏变通，过于死板。身为半人半马的乌斯国将军，他兢兢业业，忠诚为国，但因变故却成为皇后乌雅儿的眼中钉，屡遭陷害。后悟出为保人间正义，不需拘泥于国的大道理而成为马生肖，成為生肖後似乎下半身已化為人身而退去馬的形體。名言:你若是喜歡星虎，就該早告訴他，否則等你有勇氣之時，說不定就晚了。                                                                              | 疾速奔跑、飛翔                                       | 捲雲刀、弓箭 |
| 牟凤彬            | 福贵      | 牛           | 2        | 於金城中，憨厚老实的种田汉、勤勉、善良，天性木纳。与老牛相依为命，善良的有点犯傻。屡遭金城霸主也金氏陷害，为保护众人牺牲自己，终化身为牛生肖，战胜黄金魔。名言:俺要俺的牛... | 无穷巨力                                             | 雙錘         |
| 释小龙            | 耀天      | 龙           | 12       | 小鱼儿的龙子成人化身，东海三公主与凡人之子，因為化身之後內心仍保持幼年的那份童貞，所以見到星虎等人還是會喊小虎哥、米大哥或雪憐姊姊等。 | 呼风唤雨                                             | 長槍         |
| 陈德容            | 芷莘      | 羊           | 1        | 於賀蘭荒原，行事端庄的美丽女子，心地慈悲，宅心仁厚。神羊氏族人，因与神俱来的悲惨宿命被迫远离家乡，蒙面远行，为救贺兰一族的瘟疫病患而停留当地。她用神奇的眼泪治愈病患，但却被当地居民误会，被视为鬼姑，甚至要被人烧死。善良的她却毅然为救无穷无尽的瘟疫病人而不断落泪，直至眼盲也绝不后悔。名言:你們不要急，我會每個人都救。                                                                                                | 眼泪所含治愈的力量                                   | 牧羊杖       |
| 费振翔/周磊(變身) | 蓝彦      | 猴           | 3        | 於驛城中，身為百戲藍家班的戲子，前天魔心之二號，性格复杂，善恶极端，小时候为救弟弟蓝桐，被恶人做成泡在毒药罐中生长的毒人，以致冷酷绝情，被魑魅诱惑而入魔，憎恶健康的世人，后更因此入魔。临死前终受亲情感化恢复本性，与弟弟一起含笑而亡。灵魂终融入灵猴之身，化为猴生肖，成為生肖後更名孫英雄。 | 变化术                                               | 金箍棒       |
| 于娜              | 良辰      | 鸡           | 6        | 灵活，机警、口舌伶俐。以行骗为生的女子，不肯放过任何时机骗钱而被众人误解，但实际上她心地善良、正直，骗钱只是为帮助一群孤苦的孩子。名言:我不能死...那群孩子還等著我... | 造梦幻术                                             | 金輪         |
| 赵毅              | 平安      | 狗           | 5        | 忠诚，守信，为朋友可赴汤蹈火。但过于迂腐死板，容易发怒。居住在正直成风的三目国中，却比三目人还要忠正几分。被良辰骗去家传至宝血玉琼浆，致使蛤蟆成精而给三目国带来大祸，终成狗生肖，方才挽回危局。 | 清神正气，邪魔不侵。                                 | 劍           |
| 谢宁              | 乐天      | 猪           | 8        | 心地纯良，好吃，笨拙。生活在山间奇乡流云水寨，从小受人欺负只知道傻笑，被族人视为傻子，只有水绫对他好。后腐尸鸟威胁水寨居民，因身上的肉能够不断复原而被自私的居民反复割他的肉献给腐尸鸟，但他却甘愿牺牲，终成猪生肖。 | 产生防护结界                                         | 盾牌         |
| 王力可            | 燕儿/灵姬 |              |          | 美貌动人、性格复杂多变、充满神秘感、生来倔强但本性良善。本是猫族公主，为救猫族而受魑魅控制，附在星虎旧日恋人燕儿身上，成为安插在星虎身边的奸细，意图在合适时机将十二生肖一举击溃，实则内心痛苦挣扎，尤其在爱上星虎后一度进退维谷，最终牺牲自我献出灵珠，成就雪怜复生，於第32集改邪歸正。名言:星虎身邊那幾個對我都很好，我怎麼下得了手..                                                                                    | 催眠                                                 |              |
| 郑伟              | 小鱼儿    |              |          | 幼年耀天，調皮機靈，是鳳凰城的小孩頭領，雖然經常捉弄米俊非，實則內心善良。名言:小虎哥哥...雪憐姊姊...米大哥救我啊.. |                                                      |              |
| 苗海忠            | 魑魅      |              |          | 上古時期的魔鬼，只要將靈魂出賣給他，便會受其控制，做出傷天害理之事。最後被蚩尤所滅。名言:你所想要的一切我都可以給你，但是要付出代價，只要你把你那微不足道的靈魂出賣給我就行。 | 蠱惑人心、召喚魔兵                                   |              |
| 苗海忠            | 魑魅      | 便裝的魑魅。 |          | | 蠱惑人心、召喚魔兵                                   |              |
| 刘德凯            | 神农氏    |              |          | 是促成星虎一行人尋訪十二生肖的主線人物，也在幕後默默地伺機出手保護。 |                                                      |              |
| 傅艺伟            | 西王母    |              |          | 居於崑崙山上，於第32集初登場，幫助星虎等人救治了雪憐，使其復生，並助星虎、米俊非、雪憐和耀天解開生肖封印，使四人化生為虎、鼠、兔、龍四個生肖。 |                                                      |              |
| 费振翔            | 蓝桐      |              |          | 蓝彦弟弟，在藍彥入魔的這段期間悉心照料他，內心善良，與哥哥藍彥為雙胞胎，有連心之痛的兄弟感應，代理藍彥戲班班主一職，最後與哥哥藍彥含笑而亡。 |                                                      |              |
| 张山              | 黄帝      |              |          | 軒轅氏，三皇五帝之一 |                                                      | 軒轅劍       |
| 于震/米劍輝(變身) | 蚩尤      |              |          | 將靈魂出賣給魑魅導致入魔，與黃帝對戰過後徹底認輸，並交代他善待九黎部族後自盡。 |                                                      |              |
| 晋松              | 力牧      |              |          | 黃帝陣營的將領 |                                                      |              |
| 婁淇              | 應龍      |              |          | 黃帝陣營的將領 |                                                      |              |
| 于子寬            | 風後      |              |          | 黃帝陣營的軍師 |                                                      |              |
| 李依蔓            | 清荷      |              |          | 青璃之妹，天魔心之三號，左半邊臉因火燒傷，妒忌美貌，因此被魑魅利用入魔，後篡位失敗，死前覺悟。 | 入魔後可以施放火焰燒死人                             | 繩子         |
| 齐芳              | 乌雅儿    |              |          | 烏斯國皇后，天魔心之四號，因一場大病導致美麗的長髮掉光成為禿頭，因此妒忌國內長髮女子，不惜一切代價殺害她們，最後受魑魅誘惑而入魔成為獵髮妖魔，後自殺身亡。 | 入魔後可以將長髮無盡延伸，勒死有著長髮的女人。       | 青雲劍       |
| 陳晴漪            | 嫘祖      |              |          | 黃帝之妻，教人類養蠶紡紗。 |                                                      |              |
| 陳昌文            | 利石      |              |          | 蚩尤陣營的退後將領，最後被殺。 |                                                      |              |
| 陳昌武            | 蠻角      |              |          | 蚩尤陣營的退後將領，最後被殺。 |                                                      |              |
| 張鷹              | 破天      |              |          | 村長，星虎的死對頭，喜歡燕兒，看不起星虎，被魑魅所利用，與星虎為情敵，處處與星虎作對，殺害燕兒而被星虎打死。 |                                                      |              |
| 周浩東            | 也金氏    |              |          | 霸主，天魔心之一號，為人貪財，福貴的死對頭，是個自私自利的怪人，被魑魅所誘惑而入魔成為黃金魔，最後變回人性，決定要改痛前卑，不做壞事，不取黃金跟撒黃金粉，但是被小魚兒戲弄。 | 入魔後可以去取黃金和去撒黃金粉，把很多人變成黃金人。 |              |
| 賀佳寶            | 大頭      |              |          | 小魚兒的好友。 |                                                      |              |
| 于海笑            | 小胖      |              |          | 小魚兒的好友。 |                                                      |              |
| 鄒彥俠            | 長毛      |              |          | 小魚兒的好友。 |                                                      |              |
| 魏宗萬            | 村長      |              |          | 流雲水寨村長，為人自私，貪財，對不起樂天，先被腐屍鳥利用，在被魑魅利用。 |                                                      |              |
| 余心恬            | 水綾      |              |          | 樂天的妻子。 |                                                      |              |

## 主创
- 总导演：程力栋
- 总制片：刘燕军
- 制片人：钱建平
- 武术导演：李 磊
- 特技导演：张 升
- 行政总监：张 辉
- 出品人：任仲伦、程力栋、蔡照波
- 总监制：汪天云、余瑞金、周 莉
- 总策划：朱建华、杨德建、石卫平
- 策　划：余晓云、杨金平、马润建
- 编　剧：袁 帅 、张 辉
- 监　制：尹剑华、郭少军、陈 辉、屈红波

## 電視劇歌曲
| 曲序 | 曲目                                                      |                            | 作曲         | 演唱     |
| ---- | --------------------------------------------------------- | -------------------------- | ------------ | -------- |
| 1.   | 《十二生肖传奇》（奇数集的片头曲，亦是主题曲）（片头曲1） | 文良、朱廉洁、朱赫、程力栋 | 朱廉洁、朱赫 | 1983组合 |
| 2.   | 《乐逍遥》（偶数集的片头曲）（片头曲2）                   | 马智勇                     | 萧全         | 周诗雅   |
| 3.   | 《世界啊》（奇数集的片尾曲）（片尾曲1）                   | 张欣瑜                     | 林从胤       | 周诗雅   |
| 4.   | 《爱情不被祝福》（偶数集的片尾曲）（片尾曲2）             | 张欣瑜                     | 林从胤       | 周诗雅   |
| 5.   | 《相遇》（插曲）                                          | 朱赫                       | 朱赫         | 白雪     |

## 播出
2011年本剧在江苏、昆明、广东、深圳、江西等电视台地面频道陆续播出，取得不错反响。
華視
2015年10月12日起每週一至週五晚間20:00~22:00